# McKenzie (Tennessee)
McKenzie – miasto w Stanach Zjednoczonych, w stanie Tennessee, w hrabstwie Carroll.